# Simon Challe
Pour les articles homonymes, voir Challe et Famille Challe.

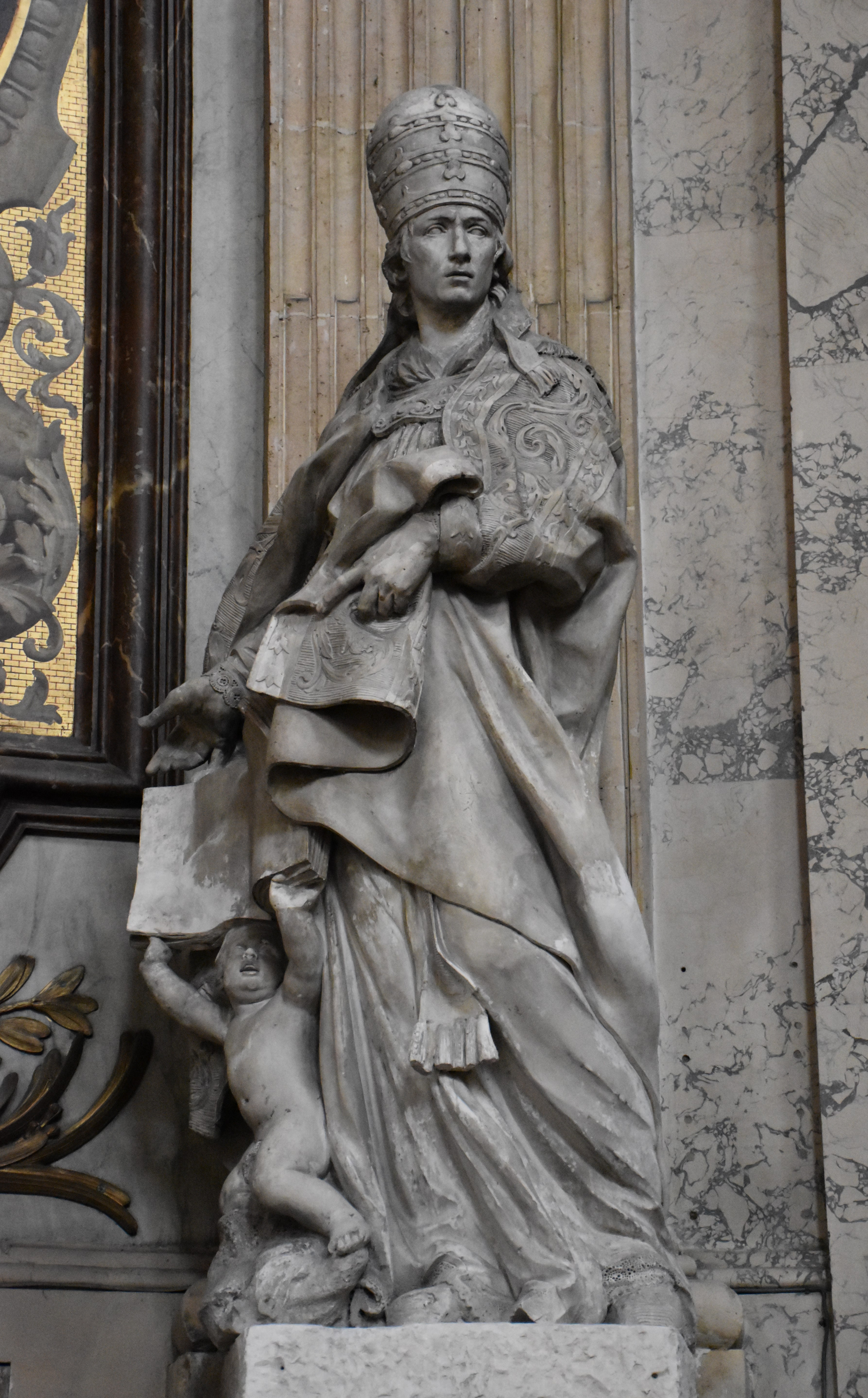
Saint Grégoire le Grand, Paris, église Saint-Roch

Simon Challe (1719-1765), est un sculpteur et dessinateur français.

## Biographie
Simon Challe  est né en 1719 à Paris. Il est mort en 1765 à Paris. Il obtient en 1743 le premier Prix de Rome. Il s'établit à Rome de 1744 à 1752 où il est pensionnaire de l'Académie de  France. Il est reçu à l'Académie en 1756 et expose régulièrement au Salon de 1755 à 1765.
Il est attiré par l'art religieux et participe au décor de l'église Saint-Roch à Paris :
- principalement la chaire dont il emporte la réalisation par concours en 1753, exécutée en atelier et dont la mise en place se heurte à des difficultés technique et acoustiques[1].
- une statue de Saint-Grégoire, in situ.

Son frère Charles-Michel-Ange Challe (1718-1778) est peintre, prix de Rome en 1741.

## Œuvres

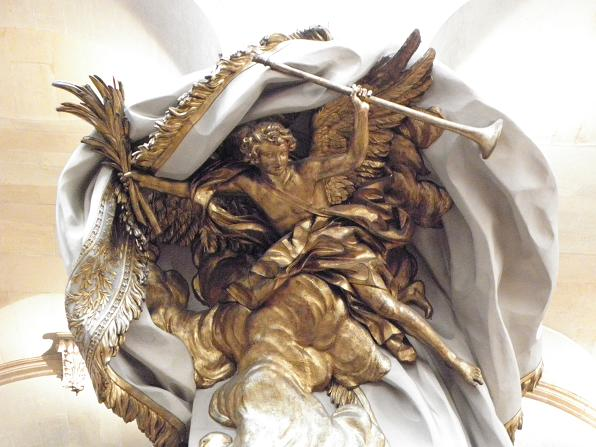
Abat-Voix de la Chaire, église Saint-Roch, Paris

- Vierge de l'Immaculée Conception, marbre, 75 x 31 x 24 cm, 1764, musée du Louvre, Paris.
- Saint Grégoire, pierre, église Saint-Roch (Paris).
- Abat-voix de la chaire, église Saint-Roch (Paris).
- Naïade debout appuyée sur une urne[2].
- Méléagre domptant un sanglier, terre cuite[2].
- Vierge avec l'Enfant Jésus, marbre[2].
- Turenne enfant  endormi sur l'affût d'un canon, terre cuite[2].
- Christophe Colomb découvrant l'Amérique[2].